# Inferno : Au cœur de la fournaise
Pour les articles homonymes, voir Inferno.
Pour plus de détails, voir Fiche technique et Distribution.
Inferno ou Inferno : Au cœur de la fournaise est un film catastrophe américain, réalisé par Dusty Nelson en 2002.

## Synopsis
La ville de Loch Lamond, au beau milieu de sa saison touristique, se trouve en proie à de mystérieux incendies...
Le dernier, ravageant tout sur son passage, menace sérieusement la ville.
Pour Darcy Hamilton, spécialiste du feu, l'origine criminelle ne fait aucun doute et sa tâche risque d'être d'autant plus difficile que le maire refuse de faire évacuer la ville.
Il va donc falloir recourir à un plan infaillible ou tout se transformera bientôt en un véritable brasier...

## Fiche technique
- Titre : Inferno : Au cœur de la fournaise
- Titre original : Inferno
- Réalisation : Dusty Nelson
- Scénario : Dusty Nelson
- Musique : Jeff Marsh
- Photographie : Arturo Nozzilillo
- Montage : Joy Zimmerman
- Production : Kenneth Burke
- Société de production : PorchLight Pictures
- Pays :  États-Unis
- Genre : Film catastrophe
- Durée : 91 minutes
- Dates de sortie : 
  -  États-Unis : 25 juin 2002

## Distribution
- Jeff Fahey : Robert 'Jake' Wheeler
- Janet Gunn : Darcy Hamilton
- Richard Danielson : Mack Woodsen
- Greta Danielle Newgren : Kylie Hamilton
- Dean Stockwell : le maire Bill Klinger